# Siri Borge Andersen
Siri Borge Andersen (1940 circa) è un'ex sciatrice alpina norvegese.

## Biografia
Sciatrice polivalente, Siri Borge Andersen debuttò in campo internazionale in occasione del trofeo Holmenkollen-Kandahar 1960 (Holmenkollen, 18-20 marzo), dove si classificò 18ª nello slalom gigante; nel 1961 vinse il titolo nazionale di discesa libera, slalom gigante e combinata e ai Mondiali di Chamonix 1962 (10-18 febbraio), sua unica presenza iridata, non completò né la discesa libera né lo slalom gigante. Non prese parte a rassegne olimpiche.

## Palmarès

### Campionati norvegesi
- 6 medaglie:
  - 3 ori (discesa libera, slalom gigante, combinata nel 1961)[2]
  - 2 argenti (slalom speciale nel 1959; slalom speciale nel 1961)[senza fonte]
  - 1 bronzo (combinata nel 1959)[senza fonte]